# Nádrž Tesák
Nádrž Tesák je přírodní památka v katastrálním území obce Rajnochovice v okrese Kroměříž. Chráněná lokalita je v péči Krajského úřadu Zlínského kraje. Nádrž se nachází na území evropsky významné lokality Natura 2000 – přírodního parku Hostýnské vrchy, v těsném sousedství horské chaty Tesák, která vyhořela v noci z 28. na 29. ledna 2022.

## Předmět ochrany
Předmětem ochrany je populace čolka karpatského (Lissotriton montandoni) a dalších druhů obojživelníků včetně jejich biotopu. Ochranné pásmo nebylo vyhlášeno, dle § 37, odst.1 zákona o ochraně přírody a krajiny je jím území do vzdálenosti 50 m od hranic přírodní památky, tj. včetně místa, kde stávala chata Tesák.
Při inventarizaci byla v nádrži kromě čolka karpatského, který patří mezi karpatsko-sudetské endemity, nalezena také populace čolka horského (Ichthyosaura alpestris), čolka obecného (Lissotriton vulgaris), ropuchy obecné (Bufo bufo) a skokana hnědého (Rana temporaria). Zároveň bylo zjištěno, že na lokalitě dochází ke křížení čolka karpatského a čolka obecného. Čolek karpatský je podle vyhlášky č. 395/92 Sb. kriticky ohroženým druhem.
Na lokalitě se vyskytuje též několik druhů vážek, například šídlo pestré (Aeshna mixta), šídlo modré (Aeshna cyanea), šídlo královské (Anax imperator), lesklice zelenavá (Somatochlora metallica) a vážka rudá (Sympetrum sanguineum). Ze savců byl v nočních hodinách v okolí nádrže zjištěn výskyt netopýra večerního a netopýra ušatého.

## Popis lokality
Chráněnou lokalitu o rozloze 1 332 m² tvoří betonová vodní nádrž o rozměrech 17,3 m × 32,8 m a maximální hloubce 1,5 m a zhruba 7 metrů široký pás kolem ní. Nachází se v nadmořské výšce 690 metrů v okrsku Rusavská hornatina v Hostýnských vrších, které jsou podcelkem Hostýnsko-vsetínské hornatiny, jednoho z celků geomorfologické oblasti Západních Beskyd. Nádrž je umístěna asi 20 metrů východně od chaty Tesák a zhruba 850 m severovýchodně od kóty Kyčera (757 m n. m.).Nádrž bývá zaplněna vodou jen částečně, přibližně do hloubky 40 až 90 cm. Jediným zdrojem vody jsou atmosférické srážky.